# Neostylodactylus affinis
Neostylodactylus affinis is een garnalensoort uit de familie van de Stylodactylidae. De wetenschappelijke naam van de soort is voor het eerst geldig gepubliceerd in 1968 door Hayashi & Miyake.